# Opava

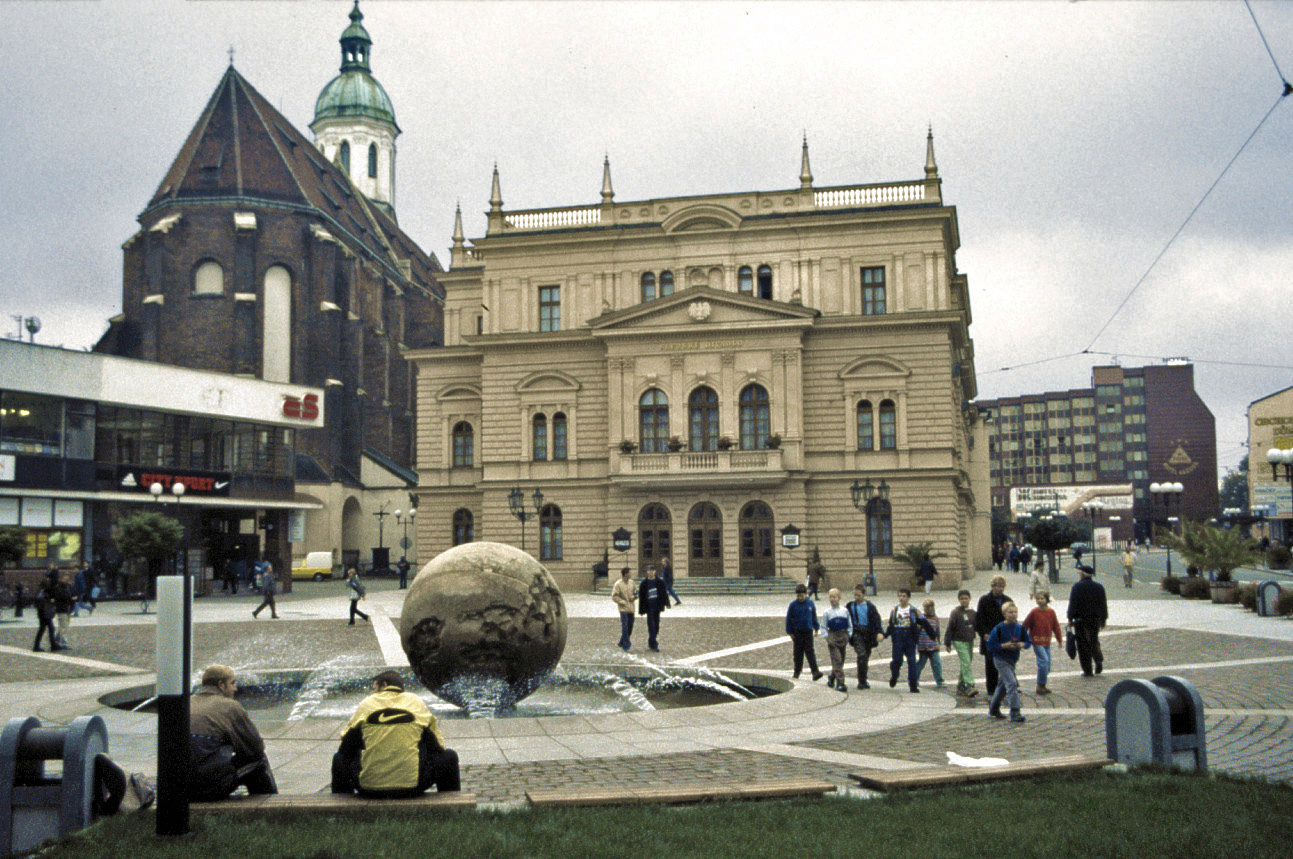
O governo municipal ao lado do teatro e da concatedral

Opava (em alemão Troppau e polaco Opawa) é uma cidade no norte da República Checa às margens do rio homônimo. É a capital histórica da Silésia checa e hoje pertence à região da Morávia-Silésia. Em 1 de janeiro de 2005 contava com uma população de 59 843 habitantes.
Os primeiros documentos sobre Opava remontam a 1195. Recebeu o status de cidade em 1224, sendo a capital da ducado medieval da Silésia. Após a anexação da maior parte da Silésia pelo Reino da Prússia durante a Guerra de sucessão austríaca, iniciada em 1740, a parte restante do território silesiano permaneceu sob controle dos Habsburgo, tornando-se assim parte do Império Austro-Húngaro (1742-1918), com capital em Opava.
Após derrota da Áustria-Hungria na Primeira Guerra Mundial, Opava tornou-se parte da Checoslováquia em 1918.
De 1938 a 1945 Opava foi ocupada pela Alemanha Nazista, voltando a formar parte da Checoslováquia com o fim da guerra, situação que perdurou até a dissolução deste país.